# Paul Graebner
Karl Otto Robert Peter Paul Graebner, född 27 juni 1871 i Aplerbeck vid Dortmund, död 6 februari 1933 i Berlin, var en tysk botaniker.
Graebner blev filosofie doktor i Berlin 1895, samma år assistent och 1904 kustos vid botaniska trädgården där samt 1910 professor. Han medverkade kraftigt vid anläggningen av den nya botaniska trädgården i Berlin-Dahlem. Han var florist och växtgeograf.
Auktorsnamnet Graebn. kan användas för Paul Graebner i samband med ett vetenskapligt namn inom botaniken; se Wikipediaartiklar som länkar till auktorsnamnet.